# Nikolai Yezhov
Nikolai Ivanovich Yezhov (russo:  Николай Иванович Ежов; IPA: [nʲɪkɐˈlaj ɪˈvanəvʲɪtɕ (j)ɪˈʐof]; 1 de maio de 1895 – 4 de fevereiro de 1940), também grafado Ezhov, foi um oficial da polícia secreta soviética sob o comando de Joseph Stalin, chefiando o NKVD de 1936 a 1938, durante o auge do Grande Expurgo. Yezhov organizou prisões em massa, torturas e execuções durante o Grande Expurgo, mas caiu em desgraça perante Stalin e foi preso, posteriormente confessando uma série de atividades antissoviéticas, incluindo "prisões infundadas" durante o Expurgo. Foi executado em 1940 junto com outros que foram culpados pelo Expurgo.

## Início da vida e carreira
Yezhov nasceu em São Petersburgo, segundo sua biografia oficial soviética, ou no sudoeste da Lituânia (provavelmente Veiveriai, Marijampolė ou Kaunas). Embora Yezhov afirmasse ter nascido em São Petersburgo, esperando "se retratar como um proletário profundamente enraizado", ele confessou durante o interrogatório que seu pai Ivan Yezhov veio de uma família abastada de camponeses russos da aldeia de Volkhonshino. Ele trabalhou como músico, operador de ferrovia, guarda florestal, gerente de um bordel e como empreiteiro de pintura de casas, empregando alguns trabalhadores contratados. Sua mãe Anna Antonovna Yezhova era lituana. Apesar de escrever em seus formulários biográficos oficiais que sabia lituano e polonês, ele negou isso em seus interrogatórios posteriores.
Ele completou apenas sua educação elementar. De 1909 a 1915, trabalhou como assistente de alfaiate e operário de fábrica. De 1915 até 1917, Yezhov serviu no Exército Imperial Russo. Juntou-se aos Bolcheviques em 5 de maio de 1917, em Vitebsk, seis meses antes da Revolução de Outubro. Durante a Guerra Civil Russa (1917-1922), lutou no Exército Vermelho. Após fevereiro de 1922, trabalhou no sistema político, principalmente como secretário de vários comitês regionais do Partido Comunista. Em 1927, foi transferido para o Departamento de Contabilidade e Distribuição do Partido, onde trabalhou como instrutor e chefe interino do departamento. De 1929 a 1930, foi Vice-Comissário do Povo para a Agricultura. Em novembro de 1930, foi nomeado Chefe de vários departamentos do Partido Comunista: departamento de assuntos especiais, departamento de pessoal e departamento de indústria. Em 1934, foi eleito para o Comitê Central do Partido Comunista; no ano seguinte, tornou-se secretário do Comitê Central. De fevereiro de 1935 a março de 1939, foi também Presidente da Comissão Central de Controle do Partido.
Nadezhda Mandelstam, que conheceu Yezhov em Sukhum no início dos anos 1930, não percebeu nada sinistro em seus modos ou aparência; sua impressão dele foi a de uma "pessoa modesta e bastante agradável".

## Chefe do NKVD
Um ponto de virada para Yezhov veio com a resposta de Stalin ao assassinato em 1934 do chefe bolchevique de Leningrado, Sergei Kirov. Stalin usou o assassinato como pretexto para mais expurgos, e ele pessoalmente escolheu Yezhov para realizar a tarefa. Yezhov supervisionou acusações falsificadas no caso do assassinato de Kirov contra líderes da oposição Kamenev, Zinoviev e seus apoiadores. O sucesso de Yezhov nessa tarefa levou à sua posterior promoção e, finalmente, à sua nomeação como chefe do NKVD.
Ele foi nomeado Comissário do Povo para Assuntos Internos (chefe do NKVD) e membro do Comitê Central em 26 de setembro de 1936, após a demissão de Genrikh Yagoda. Esta nomeação não pareceu inicialmente sugerir uma intensificação do expurgo: "Ao contrário de Yagoda, Yezhov não veio dos 'órgãos', o que foi considerado uma vantagem".
A revogação da liderança do partido e as execuções daqueles considerados culpados durante os Julgamentos de Moscou não eram um problema para Yezhov. Parecendo ser um admirador devoto de Stalin e não um membro dos órgãos de segurança do Estado, Yezhov era exatamente o homem de que Stalin precisava para liderar o NKVD e livrar o governo de potenciais opositores. A primeira tarefa de Yezhov para Stalin foi investigar pessoalmente e conduzir o processo de seu mentor chekista de longa data, Yagoda, o que ele fez com um zelo implacável. Yezhov ordenou que o NKVD espalhasse mercúrio nas cortinas de seu escritório para que as evidências físicas pudessem ser coletadas e usadas para apoiar a acusação de que Yagoda era um espião alemão, enviado para assassinar Yezhov e Stalin com veneno e restaurar o capitalismo. Yezhov posteriormente admitiu sob interrogatório em 5 de maio de 1939 que havia fabricado o envenenamento por mercúrio para "elevar sua autoridade aos olhos da liderança do país". Também se afirma que ele pessoalmente torturou tanto Yagoda quanto o Marechal Mikhail Tukhachevsky para extrair suas confissões.

Na "Carta de um Velho Bolchevique" (1936), escrita por Boris Nicolaevsky, há a descrição de Yezhov por Bukharin: 
Citação: Em toda a minha — agora, infelizmente, já longa — vida, tive que conhecer poucas pessoas que, por sua natureza, fossem tão repulsivas quanto Yezhov. Observando-o, sou frequentemente lembrado daqueles meninos maus das oficinas da Rua Rasteryayeva, cuja forma favorita de entretenimento era acender um pedaço de papel amarrado à cauda de um gato encharcado com querosene, e deleitar-se vendo o gato correr pela rua em horror enlouquecedor, incapaz de se livrar das chamas que estão chegando cada vez mais perto. Não tenho dúvida de que Yezhov, de fato, utilizou esse tipo de entretenimento em sua infância, e ele continua a fazer isso de forma diferente em um campo diferente atualmente.

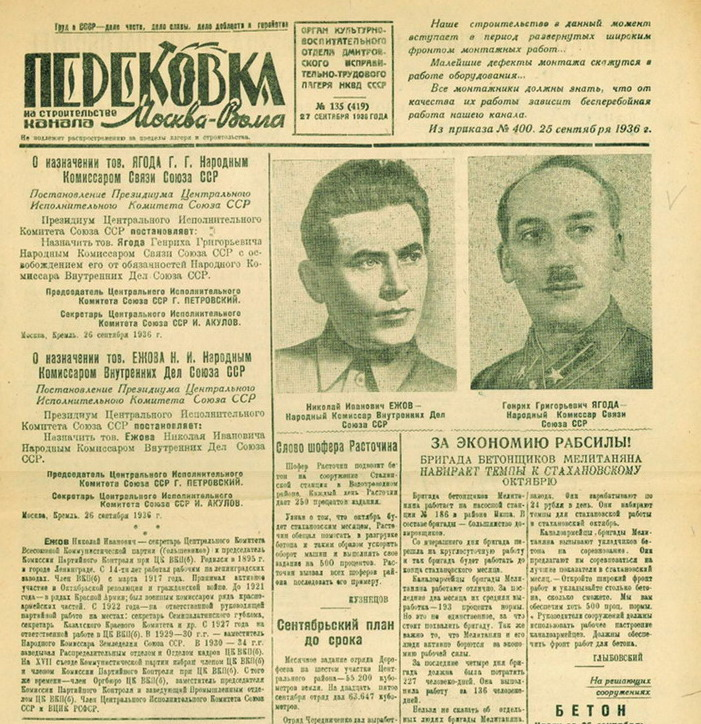
O jornal do Gulag, Perekovka ("Reforjamento"), primeira página anunciando a substituição de Genrikh Yagoda por Nikolai Yezhov

Yagoda foi apenas o primeiro de muitos a morrer por ordens de Yezhov. Sob Yezhov, o Grande Expurgo atingiu seu auge durante 1937-1938. De 50 a 75% dos membros do Soviete Supremo e oficiais do exército soviético foram destituídos de seus cargos e presos, exilados para o Gulag na Sibéria, ou executados. Além disso, um número muito maior de cidadãos soviéticos comuns foi acusado (geralmente com evidências frágeis ou inexistentes) de deslealdade ou de sabotagem por troikas chekistas locais e punidos de forma semelhante para preencher as cotas arbitrárias de prisões e execuções de Stalin e Yezhov. Yezhov também conduziu uma purga completa dos órgãos de segurança, tanto do NKVD quanto do GRU, removendo e executando não apenas muitos funcionários que haviam sido nomeados por seus predecessores Yagoda e Menzhinsky, mas também seus próprios nomeados. Yezhov admitiu que algumas pessoas inocentes estavam sendo falsamente acusadas, mas descartou suas vidas como sendo sem importância, desde que a purga fosse bem-sucedida:
Citação: Haverá algumas vítimas inocentes nesta luta contra agentes fascistas. Estamos lançando um grande ataque ao Inimigo; que não haja ressentimento se derrubarmos alguém com o cotovelo. Melhor que dez pessoas inocentes sofram do que um espião escape. Quando você corta madeira, lascas voam. 
Apenas em 1937 e 1938, pelo menos 1,3 milhão foram presos e 681 692 foram fuzilados por "crimes contra o Estado". A população do Gulag aumentou em 685 201 sob Yezhov, quase triplicando em apenas dois anos, com pelo menos 140 000 desses prisioneiros (e provavelmente muitos mais) morrendo de desnutrição, exaustão e os elementos nos campos (ou durante o transporte para eles).

## Queda do poder
Yezhov foi nomeado Comissário do Povo para Transporte Aquático em 6 de abril de 1938. Durante o Grande Expurgo, agindo sob as ordens de Stalin, ele havia realizado a liquidação de Velhos Bolcheviques e outros elementos potencialmente "desleais" ou "quintas-colunas" dentro do exército e governo soviéticos antes do início da guerra com a Alemanha. A deserção para o Japão do chefe do NKVD do Extremo Oriente, Genrikh Lyushkov, em 13 de junho de 1938, preocupou justamente Yezhov, que havia protegido anteriormente Lyushkov dos expurgos e agora temia ser culpado por deslealdade.

## Últimos dias
Em 22 de agosto de 1938, o líder do NKVD Lavrenty Beria foi nomeado vice de Yezhov. Beria havia conseguido sobreviver ao Grande Expurgo e à "Yezhovshchina" durante os anos 1936-1938, mesmo tendo quase se tornado uma de suas vítimas. No início de 1938, Yezhov havia até ordenado a prisão de Beria, que era chefe do partido na Geórgia. No entanto, o chefe do NKVD da Geórgia, Sergo Goglidze, avisou Beria, que imediatamente voou para Moscou para ver Stalin pessoalmente. Beria convenceu Stalin a poupar sua vida e lembrou-o de quão eficientemente havia cumprido as ordens do partido na Geórgia e na Transcaucásia. Yezhov acabou caindo na luta pelo poder, e Beria tornou-se o novo chefe do NKVD.
Nos meses seguintes, Beria (com a aprovação de Stalin) começou a usurpar o governo de Yezhov do Comissariado para Assuntos Internos. Já em 8 de setembro, Mikhail Frinovsky, primeiro vice de Yezhov, foi transferido de seu comando para a Marinha. O gosto de Stalin por executar e substituir periodicamente seus principais tenentes era bem conhecido por Yezhov, já que ele havia sido anteriormente o homem mais diretamente responsável por orquestrar tais ações.
Bem familiarizado com os precursores burocráticos típicos de Stalin para eventual demissão e prisão, Yezhov reconheceu a crescente influência de Beria sobre Stalin como um sinal de que sua queda era iminente, e mergulhou de cabeça no alcoolismo e no desespero. Já um bebedor pesado, nas últimas semanas de seu serviço, ele estava relatadamente inconsolável, desleixado e bêbado durante quase todas as suas horas acordado, raramente se preocupando em aparecer para trabalhar. Como era de se esperar, Stalin e Vyacheslav Molotov, em um relatório datado de 11 de novembro, criticaram severamente o trabalho e os métodos do NKVD durante o mandato de Yezhov como chefe, estabelecendo assim o pretexto burocrático necessário para removê-lo do poder.
Em 14 de novembro, outro dos protegidos de Yezhov, o chefe do NKVD da Ucrânia, Aleksandr Uspensky, desapareceu após ser avisado por Yezhov de que estava com problemas. Stalin suspeitou que Yezhov estava envolvido no desaparecimento e disse a Beria, não a Yezhov, que Uspensky deveria ser capturado (ele foi preso em 14 de abril de 1939). Yezhov havia dito à sua esposa, Yevgenia, em 18 de setembro que queria o divórcio, e ela havia começado a escrever cartas cada vez mais desesperadas a Stalin, nenhuma das quais foi respondida. Ela estava particularmente vulnerável por causa de seus muitos amantes, e por meses pessoas próximas a ela estavam sendo presas. Em 19 de novembro de 1938, Yevgenia cometeu suicídio com uma overdose de pílulas para dormir.
A seu próprio pedido, Yezhov foi oficialmente dispensado de seu cargo como Comissário do Povo para Assuntos Internos em 25 de novembro, sendo sucedido por Beria, que estava no controle completo do NKVD desde a saída de Frinovsky em 8 de setembro. Ele participou de sua última reunião do Politburo em 29 de janeiro de 1939.
Stalin evidentemente estava contente em ignorar Yezhov por vários meses, finalmente ordenando a Beria que o denunciasse na reunião anual do Presidium do Soviete Supremo. Em 3 de março de 1939, Yezhov foi destituído de todos os seus cargos no Comitê Central, mas manteve seu cargo como Comissário do Povo para Transporte Aquático. Seu último dia de trabalho foi 9 de abril, momento em que o "Comissariado do Povo foi simplesmente abolido, dividindo-o em dois, os Comissariados do Povo da Frota Fluvial e da Frota Marítima, com dois novos Comissários do Povo, Z. A. Shashkov e S. S. Dukel'skii."

### Prisão
Em 10 de abril, Yezhov foi preso e encarcerado na prisão Sukhanovka; a "prisão foi meticulosamente escondida, não apenas do público em geral, mas também da maioria dos oficiais do NKVD oficiais... Não seria bom fazer alarde sobre a prisão do 'favorito do líder', e Stalin não tinha desejo de despertar o interesse público na atividade do NKVD e nas circunstâncias da condução do Grande Terror". Uma carta de Beria, Andreyev e Malenkov para Stalin, datada de 29 de janeiro de 1939, acusava o NKVD de permitir "prisões massivas, infundadas de pessoas completamente inocentes", e afirmava que a liderança de Yezhov "não colocou um fim a esse tipo de arbitrariedade e extremismo... mas às vezes a incentivava."
Em sua confissão, Yezhov admitiu a ladainha padrão de crimes de Estado necessários para marcá-lo como um "inimigo do povo" antes da execução, incluindo "sabotagem", incompetência oficial, roubo de fundos do governo e colaboração traiçoeira com espiões e sabotadores alemães. Além desses crimes políticos, ele também foi acusado e confessou uma história humilhante de promiscuidade sexual, incluindo homossexualidade, rumores que posteriormente foram considerados verdadeiros por alguns exames pós-soviéticos do caso.

### Julgamento
Em 2 de fevereiro de 1940, Iézhov foi julgado a portas fechadas pelo Colégio Militar, presidido pelo juiz soviético Vasiliy Ulrikh. Iézhov, como seu antecessor Iagoda, manteve até o fim sua lealdade a Stalin. Negou ser espião, terrorista ou conspirador, afirmando que preferia "a morte a contar mentiras". Declarou que sua confissão anterior havia sido obtida sob tortura, admitiu ter purgado 14 mil de seus colegas tchequistas, mas disse estar cercado por "inimigos do povo".
A determinação de Iézhov em afirmar sua inocência contrastava com a maioria das vítimas dos expurgos stalinistas. Em sua declaração final no julgamento, defendeu seu histórico com veemência, embora isso não tenha salvado sua vida.

Sou acusado de corrupção em relação à minha moral e vida privada. Mas onde estão os fatos? Estou sob os olhos do Partido há 25 anos. Durante esses 25 anos todos me viram, todos me admiraram por minha modéstia e honestidade. Não nego que bebi muito, mas trabalhei como um cavalo. Onde está minha corrupção? Compreendo e declaro honestamente que a única razão para pouparem minha vida seria eu admitir que sou culpado das acusações, arrepender-me diante do Partido e implorar que poupem minha vida. Talvez o Partido me poupe considerando meus serviços. Mas o Partido nunca precisou de mentiras, e declaro novamente que não fui espião polonês, e não quero admitir culpa nessa acusação, pois isso seria um presente aos latifundiários poloneses, assim como admitir espionagem para Inglaterra e Japão seria um presente aos lordes ingleses e samurais japoneses. Recuso-me a dar tais presentes àqueles senhores... Declaração feita em sessão judicial secreta do Colégio Militar da Suprema Corte da URSS. 3 de fevereiro de 1940.
Concluo agora meu pronunciamento final. Peço ao Colégio Militar que atenda aos seguintes pedidos:
1. Meu destino é óbvio. Minha vida, naturalmente, não será poupada, já que contribuí para isso na investigação preliminar. Peço apenas uma coisa: que me executem em silêncio, sem sofrimento.
2. Nem o Tribunal nem o Comitê Central acreditarão em minha inocência. Se minha mãe estiver viva, peço que cuidem dela em sua velhice, e que minha filha seja amparada.
3. Peço que meus sobrinhos não sofram represálias, pois são inocentes.
4. Solicito investigação completa do caso de Zhurbenko, a quem considerei e ainda considero um homem honesto e fiel à causa leninista-stalinista.
5. Peço que Stalin seja informado de que nunca enganei o Partido em minha vida política, o que é sabido por milhares de pessoas que conhecem minha honestidade e modéstia. Peço que Stalin saiba que sou vítima das circunstâncias e nada mais, embora inimigos que negligenciei também possam ter contribuído para isso. Digam a Stalin que morrerei com seu nome nos lábios. J. Arch Getty e Oleg V. Naumov, The Road to Terror: Stalin and the Self-Destruction of the Bolsheviks, 1932–1939
Após o julgamento secreto, Iézhov foi autorizado a retornar à sua cela; meia hora depois, foi chamado de volta e informado de que fora condenado à morte. Ao ouvir o veredicto, ficou pálido e começou a desmaiar, mas os guardas o seguraram e o retiraram da sala. Um apelo imediato por clemência foi negado; Iézhov entrou em estado de histeria e chorou. Teve de ser arrastado, lutando e gritando.

### Execução
Em 4 de fevereiro de 1940, Iézhov foi fuzilado pelo futuro presidente da KGB Ivan Serov (ou por Vasily Blokhin, na presença de N. P. Afanasev, segundo uma fonte) no porão de uma pequena estação da NKVD na Rua Varsonofevskii, em Moscou. O porão tinha piso inclinado para facilitar a lavagem após as execuções e foi construído segundo especificações de Iézhov, próximo à Lubianka. A câmara principal de execução da Lubianka foi evitada para garantir o sigilo.
Seu corpo foi cremado imediatamente e suas cinzas descartadas em uma cova comum no Cemitério Donskoi, em Moscou. A execução permaneceu secreta e, ainda em 1948, a revista Time reportava: "Alguns acham que ele ainda está em um asilo de loucos".

## Vida pessoal

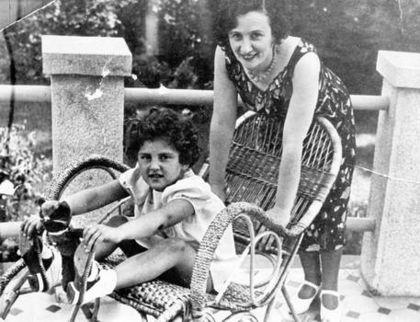
Esposa de Iézhov, Yevgenia, com a filha adotiva Natalia

Iézhov casou-se com Antonina Titova (em russo: Антонина Алексеевна Титова), uma funcionária do Partido Comunista, em 1917, mas depois se divorciou e casou com Yevgenia Feigenberg (Khayutina-Iézhova), editora-chefe da revista URSS em Construção, conhecida por sua amizade com escritores e artistas soviéticos. O casal adotou uma filha, Natalia, de um orfanato. Após as mortes de Yevgenia e Iézhov, em 1938 e 1940, respectivamente, Natalia foi devolvida ao orfanato e forçada a abandonar o sobrenome Iézhov, passando a ser chamada Natalia Khayutina.

### Acusação de homossexualidade
Iézhov foi acusado de atos homossexuais. Durante interrogatório em 1939, afirmou ter tido diversos amantes, incluindo Filipp Goloshchyokin, com quem dividiu um apartamento em Kyzylorda, na segunda metade de 1925.

## Legado
Na Rússia, Iézhov é principalmente lembrado como o responsável pelas atrocidades do Grande Expurgo, conduzido por ordem de Stalin. Entre os historiadores, é apelidado de "o Comissário Desaparecido", pois após sua execução foi removido de fotos oficiais; é um dos casos mais conhecidos de censura soviética por apagamento de figuras públicas.
Iézhov era muito baixo, com cerca de 151 centímetros (4 ft 11 in), e sua estatura, combinada com sua personalidade considerada sádica, rendeu-lhe apelidos como "O Anão Venenoso" ou "O Anão Sangrento".
Devido ao seu papel no Grande Expurgo, Iézhov nunca foi oficialmente reabilitado pelas autoridades soviéticas ou russas.

## Condecorações
- Ordem de Lênin
- Ordem da Bandeira Vermelha (Mongólia)
- Medalha de "Oficial de Segurança Honorário"

Um decreto do Presidium do Soviete Supremo em 24 de janeiro de 1941 retirou todas as condecorações e títulos especiais de Iézhov.

### Obras citadas
- Nicolaevsky, Boris I. (1975). Power and the Soviet elite. [S.l.]: University of Michigan Press. ISBN 0-472-09196-4
- Medvedev, Roy A. (7 agosto 1985). All Stalin's Men. [S.l.]: Blackwell Publishers. ISBN 0-631-14187-1
- Montefiore, Simon Sebag (13 setembro 2005). Stalin: The Court of the Red Tsar. [S.l.]: Vintage. ISBN 1-4000-7678-1
- Petrov, Nikita; Jansen, Marc (5 abril 2002). Stalin's Loyal Executioner: People's Commissar Nikolai Ezhov, 1895-1940. [S.l.]: Hoover Institution Press. ISBN 0-8179-2902-9
- Getty, J. Arch; Naumov, Oleg V. (2008). Yezhov: The Rise of Stalin's "Iron Fist". [S.l.]: Yale University Press. ISBN 978-0-300-09205-9